# Дејвид Вилер
Дејвид Џон Вилер (енгл. David John Wheeler; 9. фебруар 1927 — 13. децембар 2004) био је информатичар. Рођен је у Бирмингему и добио је стипендију на Тринити колеџу, Кембриџ за студије математике. Дипломирао је 1948. године, а 1951. је докторирао, поставши тако први доктор рачунарске технике.
Његов допринос на пољу информатике укључује рад на EDSAC и Бароуз-Вилер трансформацији. Заједно са Морисом Вилксом и Стенлијем Гилом, створио је "субрутину" (коју су они називали затворена субрутина), због чега се инструкција "скочи на субрутину" често назива Вилеров скок. У криптографији, он је био стваралац WAKE и један од два стваралаца  и XTEA алгоритама за енкрипцију.
Вилер се оженио са Џојс Блеклер августа 1957. године, која је сама користила EDSAC за сопствена математичка истраживања као студент од 1955. године. Он је постао члан Дарвин колеџа, Кембриџ 1964. године, а пензионисао се 1994, мада је остао активни члан рачунарске лабораторије Универзитета у Кембриџу све до своје смрти. Године 1994, постао је члан Асоцијације за рачунарску машинерију, а 2003. године је добио награду Музеја рачунарске историје
Вилеру се често приписују цитати „Било који проблем у рачунарској техници може да се реши још једним нивоом индирекције. Али то обично ствара још један проблем." и „Компатибилност значи намерно понављање грешака других људи."